# Alfa-linoleinska kiselina
α-Linoleinska kiselina je organsko jedinjenje nađeno u mnogim biljnim uljima. Njena struktura se naziva sve-cis-9,12,15-oktadekatrienoinska kiselina. U fiziološkoj literaturi, ona je poznata kao 18:3 (n−3).
α-Linoleinska kiselina je karboksilna kiselina sa 18-ugljenika dugim lancom i tri cis dvostruke veze. Prva dvostruka veza je locirana na trećem ugljeniku sa metilnog kraja lanca masne kiseline, poznatom kao n kraj. α-linoleinska kiseline je polinezasićena −3 (omega-3) masna kiselina. Ona je izomer gama-linoleinske kiseline, polinezasićene −6 (omega-6) masne kiseline.

## Istorija
Alfa-linoleinsku kiselinu je privi izolovao Rolet. Prvi put je bila veštaćki sintetisana 1995.